# تشارلي هاربيسون
تشارلي هاربيسون (بالإنجليزية: Charlie Harbison)‏ هو لاعب كرة قدم أمريكية أمريكي، ولد في 27 أكتوبر 1959 في شيلبي في الولايات المتحدة.